# Spoorlijn La Châtre - Guéret
De spoorlijn La Châtre - Guéret was een Franse spoorlijn van La Châtre naar Guéret. De lijn was 72,8 km lang en heeft als lijnnummer 698 000.

## Geschiedenis
De lijn werd in gedeeltes geopend door de Compagnie du chemin de fer de Paris à Orléans, van La Châtre naar La Chaussée op 18 oktober 1903 en van La Chaussée naar Guéret op 1 juli 1906. Reizigersverkeer was er tot 1 juli 1939. Goederenverkeer werd in drie gedeeltes opgeheven, tussen La Forêt-du-Temple en Guéret op 18 mei 1952,  tussen Aigurande en La Forêt-du-Temple in 1968 en tussen La Châtre en Aigurande op 1 april 1987.

## Aansluitingen
In de volgende plaatsen is of was er een aansluiting op de volgende spoorlijnen:
La Châtre
RFN 696 000, spoorlijn tussen Châteauroux en La Ville-Gozet
La Chaussée
RFN 697 000, spoorlijn tussen La Châtre en Guéret
Guéret
RFN 702 000, spoorlijn tussen Montluçon en Saint-Sulpice-Laurière
RFN 704 000, spoorlijn tussen Saint-Sébastien en Guéret